# I'm Too Sexy
«I'm Too Sexy» es una canción del grupo británico Right Said Fred de su álbum Up. El sencillo encabezó las listas americanas durante tres semanas a principios de 1992, después de haber alcanzado su punto máximo en el número dos en el Reino Unido menos de seis meses antes.

## Lista de canciones
UK CD (CD SNOG 1)
1. «I'm Too Sexy» (Betty's mix)
2. «I'm Too Sexy» (7" mix)
3. «I'm Too Sexy» (12" instrumental)
4. «I'm Too Sexy» (Italian version)

UK 7" (SNOG 1) / cassette (CA SNOG 1)
1. «I'm Too Sexy»
2. «I'm Too Sexy» (instrumental)

UK 12" (12 SNOG 1)
1. «I'm Too Sexy»
2. «I'm Too Sexy» (7" version)
3. «I'm Too Sexy» (12" instrumental)

U.S. single
1. «I'm Too Sexy» (7" version)
2. «I'm Too Sexy» (Extended Club Mix)
3. «I'm Too Sexy» (Betty's Mix)
4. «I'm Too Sexy» (Instrumental)
5. «I'm Too Sexy» (Catwalk Mix)
6. «I'm Too Sexy» (Tushapella)
7. «I'm Too Sexy» (Spanish version)

## Posicionamiento en listas
| Listas (1991-1992)                                          | Mejor posición |
| ----------------------------------------------------------- | -------------- |
| Alemania (Offizielle Deutsche Charts)                       | 14             |
| Australia (ARIA)                                            | 1              |
| Austria (Ö3 Austria Top 40)                                 | 1              |
| Bélgica (Flandes) (Ultratop 50)                             | 3              |
| Canadá Dance (RPM)                                          | 1              |
| Canadá Top Singles (RPM)                                    | 2              |
| Estados Unidos Billboard Hot 100                            | 1              |
| Estados Unidos Billboard Hot Dance Club Play                | 4              |
| Estados Unidos Billboard Hot Dance Music/Maxi-Singles Sales | 1              |
| Estados Unidos Billboard Modern Rock Tracks                 | 28             |
| Irlanda (IRMA)                                              | 1              |
| Nueva Zelanda (Recorded Music NZ)                           | 1              |
| Noruega (VG-lista)                                          | 2              |
| Países Bajos (Dutch Top 40)                                 | 19             |
| Países Bajos (GfK Dutch Chart)                              | 19             |
| Reino Unido (UK Singles Chart)                              | 2              |
| Suecia (Sverigetopplistan)                                  | 8              |
| Listas (2007)                                               | Mejor posición |
| Reino Unido (UK Singles Chart)                              | 56             |

## Miembros
- Richard Fairbrass - voz principal y coros, bajo
- Rob Manzoli - guitarra eléctrica

con:
- TommyD - sintetizadores, caja de ritmos y sampler
- Phil "Philthy Animal" Taylor - piano
- Sid Gould - trombón
- Neil Sidwell - trompeta

## En la cultura popular
- En Chile «I'm Too Sexy» fue incluida en la banda sonora de la teleserie nocturna de TVN Separados.
- Saint Etienne, MC Hammer, Crazy Frog, y Alvin and the Chipmunks han cantado esta canción.
- José Feliciano también la ha parodiado en sus conciertos.
- Rupert Everett cantó esta canción para una escena final de la película Shrek 2.
- La canción fue tocada en varios episodios de la teleserie chilena de Canal 13 Las Vega's.
- Una versión de la canción, retitulada «I'm Too Juicy» (Soy demasiado jugosa) se utilizó como un acompañamiento musical del punto dulce de Fruittella.
- La canción fue usada en dos episodios de Los Simpson: Salvaron el cerebro de Lisa y Hombre gordo y niño pequeño.
- La canción también aparece en una escena de la película Angry Birds 2, cuando Leonard está disfrazado de patinador sobre hielo